# Рязанский район (Москва)
Ряза́нский райо́н — район в Москве, расположенный в Юго-Восточном административном округе, которому соответствует внутригородское муниципальное образование муниципальный округ Рязанский. Занимает территорию исторического района «Новые Кузьминки», расположенного между Рязанским и Волгоградским проспектами.
Площадь района по данным Мосгорстата — 649 га (по данным районной управы — 648.52 га). Население — 108 657 чел. (2024). Общая площадь жилого фонда — 1 843 тыс. м².

## История
В старину территория современного Рязанского района города Москвы представляла собой сельскую местность, посреди которой пролегала Рязанская дорога — предтеча современного Рязанского проспекта.
По видимому, самым старым первопоселением была деревня Найденово-Чурилово, впоследствии – Вешняково или Вешняки (восточный угол современного Рязанского района). Первое упоминание о Вешняках относится к XVI веку.
В писцовых книгах Московского уезда под 1577 годом числится деревня «Найдёново, Чурилово, а Вешняково тож — пуста». Деревня была прикуплена боярином Иваном Васильевичем Шереметевым к селу Кускову, которое называлось Спасским по церкви во имя Спаса Нерукотворного.
В писцовой книге за 1623/1624 год Вешняки были записаны как «старинная вотчина боярина Фёдора Ивановича Шереметева пустошь, что была деревня Найдёнова-Чурилова, а Вешняково тож, на суходоле». Все эти имена произошли от старинных русских личных имен — Вешняк, Найдён, Чурило — бояр или помещиков, владевших этой деревней и окрестными землями в XV-XVI веках.
Одним из старейших первопоселений района являлась деревня именем Вязовка (срединная часть современного административно-территориального образования).
Во время Отечественной войны 1812 года через Рязанскую дорогу и стоявшую на ней Вязовку отступала русская армия после оставления Москвы.
2 (14 н.ст.) сентября 1812 года в Вязовке провёл ночь отряд прикрытия основных сил и беженцев из Москвы, уходивших на восток, к Боровской переправе через Москву-реку. Название деревни, впоследствии села Вязовки, отражают современные 1-й и 2-й Вязовские проезды, примерно совпадающие по месторасположению с исторической Вязовкой (к западу от станции метро Окская и к северу от станции метро Кузьминки).
В 1860 году по северной окраине будущего района проходит Московско-Казанская железная дорога, а в 1861 году — Московско-Нижегородская железная дорога.
В 1861 году территория будущего района входит в состав новообразованной Выхинской волости.
В 1879 году на Московско-Казанской железной дороге появляется платформа Вешняки, названная в честь старинного села, а в 1894 году — платформа Шереметьевская (в 1930 году будет переименована в Плющево в честь столяра Перовских вагонных мастерских Павла Карповича Плющева).
В 1897 году на Московско-Нижегородской железной дороге открывается платформа «Чу́хлинская» (после 1918 года — «Чухлинка»), названная по одноимённой деревне. В свою очередь, название деревни напоминает бытовавшее в России в XIX веке — начале XX века прозвище финно-угорских народностей — «чухари» (родственные понятия — «чудь», «чухна», «чухонцы»). Второй существующий в России топоним «Чу́хлинская» обнаруживается в Иркутской области, в районе со значительным присутствием вепсского населения, появившегося там в начале XX века вследствие переселенческой политики Столыпина.
Благодаря улучшенному сообщению с Москвой на местности начинают разрастаться дачные посёлки: Вешняки, Чухлинка, Шереметевка.
Например, в 1880-х годах в Вешняках более 40 дач, а в 1930-х годах — более 500, с магазинами, почтой, клубом, амбулаторией, электрическим освещением.
Одновременно железнодорожное сообщение подстёгивает рост количества промышленных предприятий и приток трудящихся на них рабочих.
Перед Октябрьской революцией тайные собрания рабочих-большевиков проводились под видом загородных гуляний на природе (о тех событиях напоминает теперь название улицы Маёвок).
После революции Выхинскую волость переименовывают в Ухтомскую, в честь революционера-железнодорожника.
В 1929 году образуется Ухтомский, позднее — Люберецкий район, а через несколько лет часть будущего района «Рязанский» передают в подчинение городу Перово.
В эпоху советской индустриализации в окрестностях железной дороги стали расти фабрики и заводы. Среди самых крупных — Карачаровский металлокомбинат (1934), Перовский машиностроительный завод, производивший эскалаторы для Московского метрополитена, Центральный ремонтно-механический завод, обслуживавший оборудование электростанций (1948), комбинат железобетонных конструкций № 2, Всесоюзный институт по сложным основаниям и фундаментам, участвовавший в проектировании большинства крупных заводов в СССР (1931) и гордость советской атомной отрасли, завод «Молния», основанный как машиностроительный в 1929 году.
Именно завод «Молния» сыграл большую роль в формировании социальной инфраструктуры района — построил жилые дома для рабочих, детские сады, стадион «Комета» и дом культуры имени 40-летия Октября. Дом культуры был возведён в 1958 году, в нём работали кинотеатр, концертный зал, библиотека, кружки для детей и взрослых. Здесь торжественно принимали школьников в пионеры и отсюда провожали призывников на службу в ряды Советской армии.
До 1960 года территория района была в составе Московской области (ранее Московской губернии), в Ухтомском районе (с центром в Люберцах). После строительства МКАД территория между Окружной железной дорогой и МКАД была включена в территорию Москвы. Современная территория района вошла сначала в Ждановский район Москвы, а в 1969 году — в состав Волгоградского района. В черте города оказались такие населённые пункты, как село Вязовка, посёлок МПС, дачный посёлок Вешняки, Новокузьминский посёлок, Чухлинка и Плющево (в прошлом Шереметевка) и др.
Преобладающий тип жилой застройки — кирпич 1950-60-х годов, панель 1970-1980-х годов и современная. Есть несколько домов довоенной постройки на Рязанском проспекте.
В 1995 году образован Рязанский район города Москвы.
С 2000-х годов промышленное производство постепенно выводится с территории Рязанского района. Многие из основанных в советский период предприятий в окрестностях Рязанского проспекта уже закрыты, например, комбинат железобетонных конструкций № 2 «Мосстройкомплект», трикотажная фабрика «Москвичка». На освободившихся площадях задумано возведение новых жилых кварталов, в том числе по программе реновации жилья в Москве.

## Население
| 2002     | 2010     | 2012     | 2013     | 2014     | 2015     | 2016     |
| -------- | -------- | -------- | -------- | -------- | -------- | -------- |
| 89 270   | ↗101 982 | ↗102 873 | ↗105 133 | ↗106 824 | ↗107 370 | ↗108 262 |
| 2017     | 2018     | 2019     | 2020     | 2021     | 2023     | 2024     |
| ↗108 542 | ↗108 733 | ↗109 733 | ↗110 073 | ↘108 199 | ↘107 857 | ↗108 657 |

### Национальный состав
По итогам переписи населения 2020 года проживали следующие национальности (национальности менее 0,1 % и другое, см. в сноске к строке «Другие»):
| Национальность | Численность, чел. | Доля     |
| -------------- | ----------------- | -------- |
| Русские        | 89 569            | 82,78 %  |
| Армяне         | 782               | 0,72 %   |
| Татары         | 769               | 0,71 %   |
| Украинцы       | 603               | 0,56 %   |
| Азербайджанцы  | 392               | 0,36 %   |
| Узбеки         | 327               | 0,30 %   |
| Грузины        | 318               | 0,29 %   |
| Киргизы        | 247               | 0,23 %   |
| Таджики        | 187               | 0,17 %   |
| Белорусы       | 185               | 0,17 %   |
| Евреи          | 155               | 0,14 %   |
| Казахи         | 117               | 0,11 %   |
| Другие         | 14 548            | 13,46 %  |
| Итого          | 108 199           | 100,00 % |

## Символика района

### Герб района
Столб указывает на проходящую через территорию района старую Рязанскую дорогу, ныне Рязанское шоссе. Меч символизирует историю района и указывает на военное значение старой Рязанской дороги. Кадуцей символизирует историю района и указывает на торговое значение старой Рязанской дороги.
Княжеская шапка указывает на название района, в частности на связь с городом Рязанью, из герба которого она заимствована. Красное поле указывает на древние связи с Рязанью, поскольку этот цвет традиционен для народного костюма Рязанской земли.

### Флаг района
Флаг Рязанского района представляет собой прямоугольное полотнище с отношением ширины флага к его длине 2:3, красного цвета с жёлтой вертикальной полосой по центру. Ширина полосы составляет 4/13 длины полотнища. В центре полотнища находятся перекрещенные слева зелёный кадуцей с желтыми крыльями и белыми змеями, а справа белым мечом. Над ними сверху княжеская шапка с зелёным верхом и чёрной меховой опушкой. Габаритная ширина изображения основных элементов гербовой эмблемы на флаге Рязанского района должна составлять ½ длины полотнища флага.

## Инфраструктура

### Транспорт
До 1966 года транспортное сообщение осуществлялось автобусами и железной дорогой (станция «Вешняки»). После пуска первой очереди Ждановско-Краснопресненского радиуса метро от ст. «Ждановская» (ныне ст. «Выхино») до ст. «Таганская») на территории округа появилась станция метро «Рязанский проспект».
27 марта 2020 года были открыты станции «Окская» и «Стахановская» Некрасовской линии Московского Метрополитена на пересечении Рязанского проспекта с Окской и Стахановской улицами соответственно.

### Основные магистрали
Основной магистралью является Рязанский проспект (до 1964 г. — Рязанское шоссе). Следует отметить такие улицы, как 1-я Новокузьминская, Зеленодольская, 4-й Вешняковский проезд, 2-я и 3-я Институтские, Михайлова, Зарайская, ул. Паперника, ул. Фёдора Полетаева и др.

## Организации и предприятия

### Научные организации
В районе расположено 12 научно-исследовательских организаций, в том числе:
- Всесоюзный институт металлургического машиностроения (ВНИИМЕТМАШ).
- Центральный научно-исследовательский институт строительных конструкций им. В. А. Кучеренко (ЦНИИСК им. В. А. Кучеренко).
- Научно-исследовательский институт бетона и железобетона (НИИЖБ).
- Научно-исследовательский институт подземных сооружений и оснований им. Герсеванова (ГУП НИИОСП имени Н. М. Герсеванова).
- Всероссийский научно-исследовательский институт механизации сельского хозяйства (ВИМ).
- Всероссийский научно-исследовательский институт ремонта и эксплуатации машинно-тракторного парка (ГОСНИТИ).
- ГУП «НИИ оснований и подземных сооружений»; АООТ «ПРОЕКТЭНЕРГОМАШ».

### Предприятия
Всего расположены промышленные предприятия, в том числе:
- ЦРМЗ завод Мосэнерго.
- Московский завод электромонтажных изделий
- ЖБК-2 (закрыт)
- Завод опытных изделий и конструкций (ЗОКИО).
- ПО «Машиностроительный завод «Молния» (закрыт)
- ЗАО «Светотехнический завод «Сатурн».
- Хлебозавод № 25 (закрыт)
- ОАО «Московский механический завод № 3» (один из старейших заводов района, основан еще в 1938 году).
- «СКС СТАНКО» — ведущее предприятие станкостроительной отрасли по выпуску новых токарно-винторезных и специальных станков под торговым знаком «ЗТС».

## Учреждения культуры, образования и здравоохранения

### Учреждения культуры
- Дворец культуры им. 40-летия Октября (на пересечении Рязанского проспекта и ул. Коновалова)
- Московский государственный музыкальный театр п/р Г. Чихачёва — в здании бывшего кинотеатра «Ташкент» (на пересечении Рязанского проспекта и 1-й Новокузьминской ул.). Кинотеатр был открыт в 1968 году. На церемонии открытия демонстрировался фильм «Бриллиантовая рука» (ещё до выхода на экран).
- Кинотеатр «Восход» на улице Михайлова (закрыт).

#### Библиотечные сервисы
- Централизованная библиотечная система Юго-Восточного административного округа (дирекция).
- Центральная библиотека № 106, которая является структурным подразделением Централизованной библиотечной системы ЮВАО (ГБУК г.Москвы ЦБС ЮВАО). Библиотека располагается по 3 адресам: Зарайская, 56А, Шатурская, 49, Яснополянская, 3 стр. 2 кр.1.
- Центральная детская библиотека № 104.

### Учреждения образования
- Дошкольных учреждения.
- Средние образовательные школы.
- Центр образования № 1403.
- Частная школа «Личность».
- Частная школа «Исток».
- Учебно-производственный комбинат.
- Финансовый университет при правительстве РФ.
- Московский колледж автоматизации и радиоэлектроники.
- Центр образования «Технопарк».

### Учреждения здравоохранения
- Поликлиники взрослые — 2 (№№ 23 филиал №3 (бывш. №167) , 55).
- Поликлиника детская № 13.
- Медсанчасть завода «Молния» № 84.

## Парки и скверы
В Рязанском районе нет больших площадей зелёных насаждений и крупных парков (находящийся в непосредственной близости парк усадьбы Кусково принадлежит району Вешняки), так как большую часть территории занимают бывшие и действующие промзоны. Тем не менее, здесь располагается несколько районных скверов.
Сквер у кинотеатра «Восход» был обустроен в 2017 году на пустыре площадью 1,6 Га. Представляет собой озеленённую территорию с детскими игровыми городками и спортивными снарядами. В сквере есть фонтан. Сквер располагается на пересечении улиц Луховицкая и Михайлова. Кинотеатр «Восход» находится в законсервированном состоянии и будет реконструирован по программе обновления советских кинотеатров.
Тактильный сад «Шестое чувство» был открыт в 2018 году. Располагается в непосредственной близости от метро «Рязанский проспект». Фактический адрес сада — 4-й Вешняковский проезд, 1к1. Площадь зелёных насаждений составила 3 тыс. кв. м. Пространство поделено на тематические зоны: луговые и ароматные травы, огородные растения, хвойные и т.п. Сад адаптирован для посещения лицами с ограниченными возможностями: травяные композиции с помощью специальных настилов и клумб приподняты до уровня, комфортного незрячим людям и инвалидам-колясочникам. В саду обустроена беседка для мастер-классов, проложен «сухой» ручей.
Сквер имени Фёдора Полетаева располагается на улице Фёдора Полетаева, названной в честь Героя Советского Союза, участника итальянского движения Сопротивления в годы Второй мировой войны Фёдора Андриановича Полетаева. Сквер примыкает к Есенинскому бульвару, который является транзитной зоной для входа в парк «Кузьминки» (бульвар и парк располагаются в районе Кузьминки). Является одним из любимых мест отдыха для жителей Рязанского района. В сквере организован парк под открытым небом «Патриот» с аллеей Героев Советского Союза (15 памятных плит) и образцами военной техники. В 2019 году сквер был комплексно благоустроен по программе создания комфортной городской среды «Мой район». В ходе работ здесь обновили пешеходные тропы и проложили велодорожку, поставили две детские площадки, открыли летнюю сцену и павильон «Здоровая Москва».
Сквер у платформы «Вешняки» — небольшая зелёная зона, примыкающая к платформе «Вешняки» Казанского направления Московской железной дороги. Располагается между улицами Вострухина и Хлобыстова. В непосредственной близости находится храм в честь святителя Димитрия, митрополита Ростовского. В 2020 году сквер был благоустроен в рамках программы мэра Москвы Сергея Собянина «Мой район». В сквере заменили МАФы, по периметру проложили велодорожку, обустроили воркаут, новую детскую площадку и площадку для выгула собак.
Сквер «Плющево» был создан в 2011 году недалеко от одноимённой железнодорожной станции Казанского направления. Фактический адрес - ул. Зарайская, вл. 53-55. В 2021 году сквер благоустроили по программе создания комфортной городской среды «Мой район». В ходе работ обновили старую детскую площадку, стритбольную и спортивную площадку, установили тренажёры. Также обустроили две новых детских площадки, сделали зону для тихого отдыха, отремонтировали пешеходные дорожки, сделали велодорожку, высадили новые кустарники и цветники. Также реконструировали площадку для выгула собак.